# Bracknell Forest
Bracknell Forest – dystrykt o statusie unitary authority w hrabstwie ceremonialnym Berkshire w Anglii. W 2011 roku dystrykt liczył 113 205 mieszkańców.

## Miasta
- Bracknell
- Crowthorne
- Sandhurst

## Inne miejscowości
Amen Corner, Billingbear, Brock Hill, Brookside, Bullbrook, Burleigh, Chavey Down, College Town, Cranbourne, Easthampstead, Harmans Water, Home Farm, Jealott's Hill, Lawrence Hill, Little Sandhurst, Maiden’s Green, Moss End, Nuptown, Owlsmoor, Popeswood, Priestwood, Quelm Park, Temple Park, The Warren, Whitegrove, Wick Hill, Wildridings, Winkfield, Wooden Hill, Woodside.